# Piper myrmecophilum
Piper myrmecophilum är en pepparväxtart som beskrevs av C. Dc.. Piper myrmecophilum ingår i släktet Piper och familjen pepparväxter. Inga underarter finns listade i Catalogue of Life.